# Batrisodes
Batrisodes är ett släkte av skalbaggar som beskrevs av Edmund Reitter 1882. Batrisodes ingår i familjen kortvingar.

## Dottertaxa tillBatrisodes, i alfabetisk ordning[1][2]
- Batrisodes adnexus
- Batrisodes albionicus
- Batrisodes antennatus
- Batrisodes aphenogastri
- Batrisodes auerbachi
- Batrisodes barri
- Batrisodes beyeri
- Batrisodes bistriatus
- Batrisodes cartwrighti
- Batrisodes cavernosus
- Batrisodes cavicornis
- Batrisodes cicatricosus
- Batrisodes clypeonotus
- Batrisodes clypeospecus
- Batrisodes declivis
- Batrisodes delaporti
- Batrisodes denticauda
- Batrisodes denticollis
- Batrisodes ferulifer
- Batrisodes festinatus
- Batrisodes fossicauda
- Batrisodes foveicornis
- Batrisodes frontalis
- Batrisodes furcatus
- Batrisodes gemmoides
- Batrisodes gemmus
- Batrisodes grubbsi
- Batrisodes hairstoni
- Batrisodes henroti
- Batrisodes hubenthali
- Batrisodes hubrichti
- Batrisodes indistinctus
- Batrisodes ionae
- Batrisodes jocuvestus
- Batrisodes jonesi
- Batrisodes juvencus
- Batrisodes krekeleri
- Batrisodes lineaticollis
- Batrisodes lustrans
- Batrisodes martini
- Batrisodes mendocino
- Batrisodes mississippiensis
- Batrisodes monticola
- Batrisodes nebulosus
- Batrisodes nigricans
- Batrisodes obscurus
- Batrisodes occiduus
- Batrisodes opacus
- Batrisodes oro
- Batrisodes pannosus
- Batrisodes profundus
- Batrisodes punctifrons
- Batrisodes reyesi
- Batrisodes riparius
- Batrisodes rossi
- Batrisodes scabriceps
- Batrisodes schaefferi
- Batrisodes schaumi
- Batrisodes schmitti
- Batrisodes sinuatifrons
- Batrisodes speculum
- Batrisodes specus
- Batrisodes spinifer
- Batrisodes spretus
- Batrisodes striatus
- Batrisodes subterraneus
- Batrisodes temporalis
- Batrisodes texanus
- Batrisodes tulareanus
- Batrisodes tumoris
- Batrisodes uncicornis
- Batrisodes valentinei
- Batrisodes wardi
- Batrisodes venustus
- Batrisodes venyivi
- Batrisodes virginiae
- Batrisodes yanaorum
- Batrisodes zephyrinus